# Hipponactis itea
Hipponactis itea är en stekelart som beskrevs av John S. Noyes 2000. Hipponactis itea ingår i släktet Hipponactis och familjen sköldlussteklar.
Artens utbredningsområde är Costa Rica. Inga underarter finns listade i Catalogue of Life.